# Бристол
Бристол (енгл. Bristol) је град у Уједињеном Краљевству у југозападној Енглеској. Налази се 169 km западно од Лондона и 71 km источно од Кардифа. Кроз град протиче река Ејвон, а град делом излази и на естуар реке Северн. Према попису из 2017. у граду је живело 463.0400 становника. Шири део града десети је највећи регион у Енглеској. Урбану област града насељава 724.000 становника. Град лежи између Глостершира на северу и Самерсета на југу. 
Тврђаве из гвозденског доба и римске виле изграђене у у близини ушћа река Фроме и Ејвон, а почетком 11. века насеље је било познато као „Брицгство” (на енглеском „место код моста”). Бристол је добио краљевску повељу 1155. године и историјски је био подељен између Глостершира на северу и Самерсета на југу, све док 1373. године није постао засебан округ.  Од 13. до 18. века Бристол је био међу прва три енглеска града, након Лондона, по пореским приходима. Град је у индустријској револуцији надмашен брзим успоном Бирмингема, Манчестера и Ливерпула.
Бристол је био полазиште раних путовања истраживања Новог света. Био је полазишна тачка многих путовања, укључујући и брод Бристол на којем је био Џон Кабот, за кога се сматра да је био један од првих Европљана који су ступили на тло Северне Америке. Године 1499. Вилијам Вестон, трговац из Бристола био је први Енглез који је покренуо истраживање Северне Америке, а испловио је из Бристола. На врхунцу трговине робљем у Бристолу, од 1700. до 1807. године, више од 2000 робовских бродова превозило је око 500.000 људи из Африке у ропство у Сједињене Државе. 
Од најранијих дана његов просперитет био је повезан са Луком Бристол (Port of Bristol), трговачком луком која је настала у центру града, али која је премештена на обале Бристолског залива. Бристол се проширио до тог дела и укључује ушће реке Ејвон, где се налази највећи део луке.
Модерна економија Бристола изграђена је на креативним медијима, електроници и ваздухопловној индустрији, а докови у центру града преуређени су у центре баштине и културе. Град има највећу валуту заједнице у Великој Британији; Бристолска фунта која је везана за Паунд Стерлинг. Град има два универзитета, Универзитет у Бристолу и Универзитет Западне Енглеске и разне уметничке и спортске организације, укључујући Краљевску академију Западне Енглеске, Арнолфини, Острво Спајк, Капију Ештон и Меморијални стадион. Друмом и железницом повезан је са Лондоном и другим главним градовима Велике Британије.
Једна од најпопуларнијих туристичких дестинација у Великој Британији, Бристол је 2009. године међународним туристичким издавачима Дорлинг Кидерслеј изабран за једног од десет најбољих светских туристичких дестинација у њиховој серији туристичких водича. The Sunday Times прогласио га је најбољим градом у Британији, а такође је освојио награду Европске зелене престонице Европске уније у 2015. години.

## Историјат
Најстарији помен Бристола је на велшком језику као „Caer Odor” што означава Фрома тврђаву. Бристол се према модерних схватањима развио између реке Фроме и Ејвонске клисуре. Најчешће се наводи да је саксонско име Бристов био једноставна калкулација постојећег келтског имена, а Бриц означава прекид. Алтернативне етимологије подржавају бројне ортографске варијације средњовековних докумената, при чему је Самуел Сејер набројао 47 алтернативних облика имена града.
Стари енглески облик Бригстов обично се користи за добивање значења места на мосту. Из Бригстов, име града се променило и на крају је било Бристол.
Археолошки налази, укључујући оруђе од кремена за које се верује да су старе између 300.000 и 126.000 година, казују на присуство неандерталаца из Бристола током средњег палеолитика. Тврђаве из гвозденог доба налазе се у близини града код клисуре Ејвон и на брду Кинг Вестон близу Хенбруија. Римско насеље Абона постојало је на месту данашњих млинова и римским путем било је повезано са другом насељима. Изоловане римске виле и мале утврде и насеља такође су била по целом подручју данашњег града.

### Средњи век
Бристол је основан 1000; отприлике 1020. године и он је био трговачки центар са ковницом која је производила сребрне пеније које су носиле његово име.  До 1067. Бристол је био добро утврђен, када је нападнут од Ираца. Под владавином Нормани, град је имао један од најбезбеднијих замкова у јужној Енглеској. Бристол је био место прогонства краља Леинтера, Дирамита Мака Муркада, након што је свргнут са власти. Бристолски трговци су играли истакнуту улогу у финансирању Ричарда Де Клара и Норманске инвазије на Ирску.
Лука се развила у 11. веку око ушћа река Фроме и Ејвон, у близини Бристол Бриџа непосредно испред градских зидина.  До 12. века Бристол је био важна лука, бавила се великим делом трговине Енглеске са Ирском, укључујући робове. Такође је постојала важна јеврејска заједница у Бристолу од краја 12. века до краја 13. века, када су сви Јевреји протерани из Енглеске. Камени мост изграђен 1247. године замењен је садашњим мостом током шездесетих година 18. века. Град је објединио суседна предграђа и постао округ 1373. године, постао први град у Енглеској који је добио овај статус. У том периоду Бристол је постао центар за бродоградњу и производњу. До 14. века Бристол је био један од највећих средњовековних градова Енглске. Једна трећина до половине становништва умрла је црном смрћу у периоду 1348—1349. године, а становништво града било је између 10.000 и 12.000 већи део 15. и 16. века.

### 15. и 16. век
Током 15. века Бристол је био друга најважнија лука у земљи, тргујући са Ирском, Исландом  и Гасконом. Било је то полазиште за многа путовања, укључујући неуспешни покушај Роберта Стурмија (1457–58) да се разбије италијански монопол трговине источним Медитераном. Нова истраживачка путовања покренуо је Џон Кабот који је 1497. године истражио Северну Америку. Путовање 1499. године, које је водио трговац Вилијам Вестон из Бристола, била је прва експедиција којом је командовао Енглез, за Северну Америку. Током прве деценије 16. века, Бристолови трговци предузели су низ истраживачких путовања у Северну Америку и чак основали комерцијалну организацију „Компанијски авантуристи у новој пронађеној земљи“ како би помогли њиховим настојањима. Међутим, чини се да су изгубили интересовање за Северну Америку након 1509, настали су велики трошкови и мало су зарадили. Током 16. века, бристолски трговци концентрисали су се на развој трговине са Шпанијом и њеним америчким колонијама. Ово укључује кријумчарење забрањене робе, попут хране и оружја, на Иберију током Англо-шпанског рата (1585—1604). Нелегална трговина у Бристолу значајно је порасла у том добу ии постала саставни део њене економије.
Првобитна епархија Бристолска основана је 1542. године, када је бивша опатија Светог Августина (која је основана четири стотине година раније) постала катедрала у Бристолу. Бристол је те године стекао и статус града. За време Енглеског грађанског рата, град су окупирали краљевисти, који су на месту ранијег парламентарног упоришта изградили кућу Ројал форт.

### 17. и 18. век
Раст града и трговине настали су с порастом америчких колонија у 17. веку. Локација Бристола на западној страни Велике Британије дала је својим бродовима предност у пловидби ка Новом свету и ка њему, а градски трговци су то максимално искористили. У 18. веку је дошло до ширења улоге Енглеске у атлантској трговини Африканцима одведеним у ропство Американцима. Робови су производили робу за западну Африку и размењена за Африканце; поробљени заробљеници су превезени преко Атлантика до Америке у пролазу под бруталним условима. Такође се трговало са робом као што је шећер, дуван, рум, пиринач и памук. Неки робови који су служили као кућни помоћници, крштени су у нади да ће то значити њихову слободу у Енглеској. Случај Сомерсет из 1772. године разјаснио је да је ропство у Енглеској илегално. На врхунцу трговине робљем од Бристола од 1700. до 1807. Године, више од 2000 робовских бродова превозило је према америчким државама 500.000 људи из Африке у ропство у Америци. Организација „Седам звезда” у којој је Томас Кларксон прикупљао информације о трговини робовима и даље постоји.
Рибари из Бристола, који су ловили на обали Њуфаундланда од 16. века почели су да насељавају ово подручје трајно, током 17. века и основали колоније. Због Бристолове наутичке средине, поморска сигурност била је важно питање у граду. Током 19. века, Самуел Плимсол, познат као „морнарски пријатељ”, водио је кампању да учини море сигурнијим; шокиран преоптерећеним бродовима, успешно се борио за обавезну теретну линију на бродовима. Године 1739. Џон Визли је у Бристолу основао прво методистичку капелу. Заједно са братом Чарлсом, Весли и Џорџ Битефилд проповедали су методизам на простору Бристола.

### 19. век
Град је био повезан са викторијанским инжењером Изамбард Кингдом Брунелом, који је пројектовао Велику западну железницу између Бристола и лондонског Падингтона, два пионирска брода, изграђена у Бристолу и мост Клифтон. Нова железница се отворила у потпуности 1810. године и била главна за превоз робе између Бристола и Лондона. Конкуренција Ливерпула (почетак 1760), поремећаји поморске трговине због рата са Француском (1793) и укидање трговине робовима (1807) допринели су неуспеху Бристола да држи корак с новијим производним центрима Северне Енглеске и Западног Мидленда. Клисура Ејвон, која је луку осигуравала током средњег века, доносила је мање прихода. План 1804–09 за унапређење градске луке помоћу плутајуће луке који је дизајнирао Вилијам Џесоп и то је била скупа грешка, која је захтевала високе лучке таксе.
До 1867. бродови су се повећавали и меандри у реци Ејвон спречили су чамце дужине преко 90 метара да досегну луку, што је резултирало падом трговине. Лука је премештена низводно у ушће Ејвона где су направљени нови индустријски комплекси. Неке од традиционалних индустрија, укључујући производњу бакра и месинга су опале, али је увоз и прерада дувана повећана. Подржане новом индустријом и растућом трговином, Бристолово становништво (66.000 1801), удвостручило се током 19. века, што је резултирало стварањем нових предграђа, као што су Клифтон и Котам.  Они пружају архитектонске примере од грузијског до регенцијског стила, са многим лепим терасама и вилама окренутим према путу. Почетком 19. века романтични средњовековни готски стил појавио се делимично као реакција на симетрију паладијанизма, и може се видети у зградама попут Градског музеја и уметничке галерије у Бристолу и Краљевске академије Западне Енглеске. Нереди у граду избили су 1793. и 1831. године због обнове путарина на Бристолском мосту и због Закона о реформама. Број становника до 1841. године достигао је 140.158. Бристолска епархија претрпела је неколико промена током 21. века.

### 20. век
Од око 330.000 становника 1901. године, Бристол је непрестано растао током 20. века, достижући максимално 428.089 у 1971. Краљевска пристаништа Едварда су током раних 1900-их проширена пристаништа Ејвона. Још један нови док, Ројак Портбури Док, отворен је преко реке из Ејвон током седамдесетих година 20. века. Како су авионски летови расли у првој половини 20. века, произвођачи авиона градили су фабрике. Неуспешна међународна изложба у Бристолу одржана је у области Бовер Ештон 1914. године. После превременог затварања изложбе, место је коришћено до 1919. године као касарна за пук  током Првог светског рата.
Бристол је тешко оштећен услед рација током Другог светског рата; око 1.300 људи који живе или раде у граду је убијено, а скоро 100.000 зграда оштећено. Првобитна централна шопинг зона, близу моста и дворца, сада је парк који садржи две бомбардоване цркве и фрагменте дворца. Трећа црква оштећена је бомбом. У близини се такође налази црква Светог Николе и музеј из 1756. године, у коме се налазе статуе краља Едварда I.
Обнову центра града Бристола карактерисали су небодери шездесетих и седамдесетих година, модерна архитектура средином века и побољшања путева. Почетком 1980-их неки су главни путеви затворени, обновљени су Краљевски трг Краљице и Трг Портланд, обновљен је шопинг простор Бродмед, а једна од највиших кула средњег века у центру града је срушена. Путна инфраструктура се драстично променила током шездесетих и седамдесетих година 20. века, развојем аутопутева М4 и М5, који се сусрећу на чворишту Алмондсбури, северно од града и повезују Бристол са Лондоном (М4 источно), Свонсијем (М4 западно преко ушћа Северн) , Екетер (М5 према југу) и Бирмингем (М5 северно). Бристол је два пута бомбардован од стране ИРА-е, 1974. и 1978. године.

## Политика
Градско веће у Бристолу састоји се од 70 одборника који представљају 35 одељења, са једним и три по одељењу који служе четворогодишњи мандат.  Одборници се бирају трећином, а избори се одржавају у три године. Дакле, пошто одељења немају оба одборника истовремено за избор, две трећине одељења учествује у сваком избору. Иако је већем доминирала Лабуристичка партија, либералне демократе (као највећа странка) преузели мањинску контролу над већем након општих избора у Великој Британији 2005. године. Лабуристичка партија и конзервативци су се 2007. ујединили да поразе управу либералне демократе; Лабуристи су владали саветом као мањинска администрација, а Хелен Холанд је била вођа савета. У фебруару 2009. године Лабуристичка партија је поднела оставку, а либерални демократи поново су ступили на функцију у управи мањина. На изборима у јуну 2009. године либерални демократи добили су четири места и, по први пут, свеукупну контролу градског већа. У 2010. години повећали су представништво на 38 места, што им је дало већину од 6 места. У 2011. години изгубили су већину; што води до мешаног савета. На локалним изборима 2013. године, на којима је трећина градског одељења била изабрана за изборе, Лабуристи су добили 7 мандата, а Зелена странка је удвостручила своја места са 2 на 4. Либерални демократи изгубили су 10 места.
Ови трендови су настављени на следећим изборима у мају 2014. године, на којима су Лабуристи освојили три места да би их заузели укупно 31, Зелена странка је освојила још два места, Конзервативна странка је добила једно место, а УКИП је освојио своје прво место на месту савет. Либерални демократи изгубили су додатних седам места. Дана 3. маја 2012. године. Бристол је одржао референдум о питању директно изабраног градоначелника који је заменио оног које је изабрало веће. Било је 41.032 гласова за директно изабраног градоначелника и 35.880 гласова против, са 24% гласа. Избори за нову функцију одржани су 15. новембра 2012. године, а независни кандидат Џорџ Фергусон постао је управник Бристола.
Управник Бристола који се не меша са градоначелником Бристола, је фигура коју сваког маја бира градско веће. Изборне јединице Бристола у Дому општина обухватале су и делове других подручја локалних власти до општих избора 2010. године, када су њихове границе биле усклађене са границом округа. Град је подељен на Бристол запад, исток, југ и северозапад. На општим изборима 2017. Лабуристи су победили у све четири окриље Бристола, стекавши место у Бристолу северозапад, седам година након што су га изгубили од конзервативаца.
Град има традицију политичког активизма. Едмунд Бурке, посланик у бристолској изборној јединици шест година почев од 1774. године, инсистирао је на томе да је прво био посланик у парламенту и други представник интереса својих бирача. Заговорница права жена Емелин Петик-Лауренсе (1867–1954) рођена је у Бристолу, а леви крилни играч америчког фудбала Тони Бен био је заступник у Бристолу на југоистоку 1950–1960. И поново од 1963–83. Године 1963. бојкот Бристол Бус Бус, након одбијања компаније Бристол Омнибус да ангажује црне возаче и кондуктере, довео је до усвајања британског Закона о правима грађана. Године 1980. одржани су протести против расизма и полицијског узнемиравања и показале све веће незадовољство социоекономским околностима градских становника. Локална подршка фер трговини препозната је 2005. године, када је Бристол постао зона слободне трговине.
Бристол је град и округ, пошто му је краљ Едвард III доделио грофовијску повељу 1373. године. Грофовија је проширена 1835. године и обухватала је предграђа попут Kлифтона, а добила је назив статус округа 1889. године када је та ознака уведена. Дана 1. априла 1974. Бристол је постао округ локалне управе округа Ејвон. Дана 1. априла 1996. године Ејвон је укинут и Бристол је постао унитарна власт. Северна граница Бристола, развијено подручје између границе Бристола и аутопута М4, М5 и М32, тако је названо као део плана из 1987. године који је припремило Окружно веће Нортејвона у округу Ејвон. Комбинована управа западне Енглеске створена је 9. фебруара 2017. године. Покривајући Бристол и остатак старог округа Ејвон, с изузетком Северног Сомерсета, нова комбинована власт одговорна је за регионално планирање, путеве и локални превоз, а у мањој мери и за образовање и пословне инвестиције. Први градоначелник те власти, Тим Бовлес, изабран је у мају 2017. године.

## Географија
Границе Бристола дефинисане су на више начина, у зависности да ли су оне града, развијеног подручја или Великог Бристола. Најужа дефиниција града је граница градског већа, која укључује велики део западног ушћа Северн до (али не укључујући) острва Стип Холм и Флат Холм. Канцеларија за националну статистику дефинисала је урбано подручје Бристола, које обухвата развијена подручја која спајају Бристол, али изван границе градског већа, али искључује неразвијена подручја унутар те границе.
Бристол је део области која се протеже од Мендипских брда на југу до Котсволда на североистоку. Реке Ејвон и Фроме пробијале су се кроз кречњак до подлоге, стварајући Бристолу карактеристичан брдовит пејзаж. Ејвон тече из Бата на истоку, кроз поплавне равнице и подручја која су била мочвара пре раста града. На западу Ејвон се пробија кроз кречњак да би створио Ејвонову клисуру, уз помоћ ледене отопљене воде после последњег леденог доба. Клисура која је помогла у заштити луке Бристол послужила је као каменолом, за изградњу града, а околно земљиште постало је заштићено. Ушће Ејвона и клисура су граница округа са Северним Сомерсетом, а река се улива у ушће реке Северн у Ејвон. Друга клисура, пресечена потоком Хазел (који се улива у реку Трим), прелази имање Кестл у северном Бристолу.
Бристол је често од његових мештана описиван као град изграђен на седам брда, а у граду их постоји поприлично много. Град се налази 171 км западно од Лондона и 124 км југозападно од Бирмингема, као и 42 км источно од главног града Кардифа. Клима у граду је океанска блажа од већине места у Енглеској и Великој Британији. Смештен у јужној Енглеској, Бристол је један од најтоплијих градова у Великој Британији, са средњом годишњом температуром од приближно 10,5 °C. Бристол је је међу најсунчанијим у држави, са 1.541–1.885 сунчаних сати годишње. Иако је град делимично заштићен Мендипским брдима, изложен је Северном ушћу и Бристолском каналу. Годишња количина падавина повећава се од севера ка југу, а укупна вредност у опсегу је 600–900 мм и 900–1.200 мм јужно од реке. Киша је прилично равномерно распоређена током целе године, а јесен и зима су влажније доба. Атлантски океан утиче на време Бристола, одржавајући просечну температуру изнад смрзавања током целе године, али зимски мразови су чести и снег повремено пада од почетка новембра до краја априла. Лета су топла и суха, са променљивим сунчевим зракама, кишом и облацима, а прољетно време је промењиво.
Временске станице најближе Бристолу за које су доступни дугорочни подаци о клими су Лонг Ештон (око 5 км) југозападно од центра града) и Метеоролошка станица Бристол, у центру града. Прикупљање података на тим локацијама завршило се 2001. и 2002. године, а Филтон Еирфејлд је тренутно најближа метеоролошка станица у граду. Температуре у граду су се од 1959. до 2002. године кретале од 33,5 °C у јулу 1976. године до -14,4 °C у јануару 1982. године. Месечне високе температуре од 2002. године су 25,7 °C у априлу, 34,5 °C у јулу 2006. године и 26,8 °C у октобру 2011. године. Најнижа недавна температура у Филтону била је –10,1 °C у децембру 2010. године. Иако велики градови уопште имају ефекат урбаног топлотног острва, са топлијим температурама од околних руралних подручја, овај феномен је у Бристолу минималан.
| Клима Филтон, Бристол, 1918—2010                     | Клима Филтон, Бристол, 1918—2010 | Клима Филтон, Бристол, 1918—2010 | Клима Филтон, Бристол, 1918—2010 | Клима Филтон, Бристол, 1918—2010 | Клима Филтон, Бристол, 1918—2010 | Клима Филтон, Бристол, 1918—2010 | Клима Филтон, Бристол, 1918—2010 | Клима Филтон, Бристол, 1918—2010 | Клима Филтон, Бристол, 1918—2010 | Клима Филтон, Бристол, 1918—2010 | Клима Филтон, Бристол, 1918—2010 | Клима Филтон, Бристол, 1918—2010 | Клима Филтон, Бристол, 1918—2010 |
| Показатељ \ Месец                                    | .Јан.                            | .Феб.                            | .Мар.                            | .Апр.                            | .Мај.                            | .Јун.                            | .Јул.                            | .Авг.                            | .Сеп.                            | .Окт.                            | .Нов.                            | .Дец.                            | .Год.                            |
| ---------------------------------------------------- | -------------------------------- | -------------------------------- | -------------------------------- | -------------------------------- | -------------------------------- | -------------------------------- | -------------------------------- | -------------------------------- | -------------------------------- | -------------------------------- | -------------------------------- | -------------------------------- | -------------------------------- |
| Апсолутни максимум, °C (°F)                          | 14,2 (57,6)                      | 18,3 (64,9)                      | 21,7 (71,1)                      | 25,7 (78,3)                      | 27,4 (81,3)                      | 32,5 (90,5)                      | 34,5 (94,1)                      | 33,3 (91,9)                      | 28,3 (82,9)                      | 26,8 (80,2)                      | 17,5 (63,5)                      | 15,8 (60,4)                      | 34,5 (94,1)                      |
| Максимум, °C (°F)                                    | 7,8 (46)                         | 7,9 (46,2)                       | 10,5 (50,9)                      | 13,3 (55,9)                      | 16,6 (61,9)                      | 19,6 (67,3)                      | 21,5 (70,7)                      | 21,2 (70,2)                      | 18,6 (65,5)                      | 14,5 (58,1)                      | 10,6 (51,1)                      | 8,0 (46,4)                       | 14,2 (57,6)                      |
| Просек, °C (°F)                                      | 5,0 (41)                         | 4,9 (40,8)                       | 7,1 (44,8)                       | 9,2 (48,6)                       | 12,4 (54,3)                      | 15,4 (59,7)                      | 17,4 (63,3)                      | 17,1 (62,8)                      | 14,7 (58,5)                      | 11,3 (52,3)                      | 7,7 (45,9)                       | 5,3 (41,5)                       | 10,6 (51,1)                      |
| Минимум, °C (°F)                                     | 2,2 (36)                         | 1,9 (35,4)                       | 3,7 (38,7)                       | 5,0 (41)                         | 8,1 (46,6)                       | 11,1 (52)                        | 13,2 (55,8)                      | 13,0 (55,4)                      | 10,8 (51,4)                      | 8,1 (46,6)                       | 4,8 (40,6)                       | 2,5 (36,5)                       | 7,0 (44,6)                       |
| Апсолутни минимум, °C (°F)                           | −14,4 (6,1)                      | −9,7 (14,5)                      | −8,3 (17,1)                      | −4,7 (23,5)                      | −2,0 (28,4)                      | 0,6 (33,1)                       | 4,7 (40,5)                       | 3,9 (39)                         | 0,6 (33,1)                       | −3,2 (26,2)                      | −6,5 (20,3)                      | −11,9 (10,6)                     | −14,4 (6,1)                      |
| Количина падавина, mm (in)                           | 82,3 (3,24)                      | 53,8 (2,118)                     | 58,6 (2,307)                     | 49,3 (1,941)                     | 62,3 (2,453)                     | 55,2 (2,173)                     | 54,6 (2,15)                      | 64,2 (2,528)                     | 68,0 (2,677)                     | 85,4 (3,362)                     | 82,6 (3,252)                     | 85,9 (3,382)                     | 802,1 (31,579)                   |
| Дани са падавинама (≥ 1.0 mm)                        | 12,5                             | 9,7                              | 10,8                             | 9,4                              | 10,1                             | 8,6                              | 9,1                              | 9,6                              | 8,9                              | 12,1                             | 12,8                             | 12,4                             | 125,9                            |
| Сунчани сати — месечни просек                        | 58,5                             | 74,8                             | 112,7                            | 170,8                            | 199,6                            | 214,7                            | 217,7                            | 201,8                            | 149,9                            | 104,8                            | 69,1                             | 52,7                             | 1.627                            |
| Извор #1: Met Office                                 |                                  |                                  |                                  |                                  |                                  |                                  |                                  |                                  |                                  |                                  |                                  |                                  |                                  |
| Извор #2: Royal Netherlands Meteorological Institute |                                  |                                  |                                  |                                  |                                  |                                  |                                  |                                  |                                  |                                  |                                  |                                  |                                  |

Бристол је рангиран као најодрживији британски град (заснован на његовој животној средини, квалитету живота, очувању будућности и приступима климатским променама, рециклирању и биолошкој разноликости), водећи форум за заштиту животне средине за индекс одрживих градова за будућност. Локалне иницијативе укључују Сустранс (творце Националне мреже бицикала, основану као Сајслбег 1977) и Рисорсејвер, непрофитну организацију основану 1988. године.
The Sunday Times је Бристол прогласио најбољим градом у Великој Британији. Град је добио награду за европску зелену престоницу у 2015. години, постајући први град у Великој Британији који је добио ову награду. Године 2019. Бристол је постао први град који је забранио возила на дизел гориво, а закон ће ступити на снагу 2021. године. Град има зелени појас углавном дуж својих јужних обода. Појас се протеже изван градских граница до околних грофовија и округа, на неколико километара места, да би пружио заштиту од градског ширења до околних села и градова. 

## Демографија
| Година | Број    | Година | Број    |
| ------ | ------- | ------ | ------- |
| 1377   | 9,518   | 1901   | 323,698 |
| 1607   | 10,549  | 1911   | 352,178 |
| 1700   | 20,000  | 1921   | 367,831 |
| 1801   | 68,944  | 1931   | 384,204 |
| 1811   | 83,922  | 1941   | 402,839 |
| 1821   | 99,151  | 1951   | 422,399 |
| 1831   | 120,789 | 1961   | 425,214 |
| 1841   | 144,803 | 1971   | 428,089 |
| 1851   | 159,945 | 1981   | 384,883 |
| 1861   | 194,229 | 1991   | 396,559 |
| 1871   | 228,513 | 2001   | 380,615 |
| 1881   | 262,797 | 2012   | 432,500 |
| 1891   | 297,525 | 2017   | 459,300 |

У 2014. години Канцеларија за националну статистику проценила је да је број становника у Бристолу 442.474, што га чини 43. највећом церемонијалном грофовијом у Енглеској. ОНС је помоћу података пописа из 2001. проценио становништво града на 441.556.
 Према попису становништва из 2011. године, 84% становништва било је беле расе (77,9% белих Британаца, 0,9% белих Ираца, 0,1% Рома или ирских путника и 5,1% осталих белаца); 3,6% мешовите расе (1,7% бело-црне карипске, 0,4% бело-црне афричке, 0,8% беле и азијске и 0,7% других мешовитих); 5,5% азијских (1,6% пакистанских, 1,5% индијских, 0,9% кинеских, 0,5% бангладешких и 1% осталих азијских); 6% црна (2,8% афричка, 1,6% карипска, 1,6% остала црна), 0,3% арапска и 0,6% с другим наслеђем. Бристол је необичан међу већим британским градовима и градовима по свом већем црном него азијском становништву. Ове статистике односе се на подручје Бристол искључујући подручја урбане области које је процењено на 587.400 становника. Нешто више од 56% становника Бристола на посао одлази користећи аутомобил, мотор или такси, 2,2% их одлази возом и 9,8% аутобусом, док их 19,6% на посао одлази пешке.
Урбано подручје пграда на основу података пописа из 2001. године је 551.066 становника. Године 2006. године ОНС процењује становништво урбаног подручја Бристола на 587.400, чиме је он постао шести најнасељенији град у Енглеској и десети град по броју становника у држави. Бристол има 3.599 становника по квадратном километру.
At 3.599/km2 (9.321/sq mi) it has the seventh-highest population density of any English district.
Године 2007. Европска мрежа за посматрање просторног планирања (ЕСПОН) дефинисала је функционално урбано подручје Бристола  са укупним становништвом од 1,04 милиона становника.

## Економија
Бристол има дугу историју трговине, првобитно је извозио вуну и увозио рибу, вино, жито и млечне производе; касније је увоз био дуван, тропско воће и плантажна роба. Главни увоз данас су моторна возила, жито, дрвна грађа и нафтни производи. Од 13. века реке су модификоване за пристаништа; током четрдесетих година 13. века Фром је преусмерен у дубок, створен од човека канал (познат као канал Светог Аугустина) који се уливао у реку Ејвон. Бродови су повремено одлазили из Бристола на Исланд већ 1420. године. Почевши од раних 1480-их, Почевши од раних 1480-их спонзорише истраживање Северног Атлантика у потрази за трговинским могућностима. Године 1552. Едвард VI је доделио краљевску повељу трговцима, како би управљали луком. Међу истраживачима који су кренули из луке након Кабота били су Мартин Фробишер, Томас Џејмс, по којем је назван Џејмсов залив, на јужној обали залива Хадсон и Мартин Принг, који је 1603. открио Кејп Код и јужну обалу Нове Енглеске.
Град је до 1670. године имао 6000 тона отпреме (од чега је половина увезен дуван), а крајем 17. и почетком 18. века бродови су имали значајну улогу у трговини робовима. Током 18. века, Бристол је био друга најпрометнија лука у Британији; посао се водио у трговачкој зони око Берзе у улици Кукуруза. Привреда града се такође ослања на ваздухопловну, одбрамбену, медијску, информатичку, финансијску и туристичку индустрију. Извршни директорат Министарства одбране (МО), касније познат као Агенција за набавку одбране и одбрамбену опрему и подршку, преселио је своје седиште у Аби Вуд, Филтон, 1995. године. Ова организација, са особљем од 12.000 до 13.000, набавља и подржава Министарство одбране. Међународни туристичко издавач Дорлинг Киндерсли једно је од најпопуларнијих туристичких одредишта у Великој Британији, 2009. године тај издавач изабран је као један од најбољих светских туристичких одредишта за младе људе. Бристол је један од осам највећих енглеских градова у региону који чине групу главних градова, а Мрежа за истраживање глобализације и светских градова сврстана је у гама свет град, четврти град са највећим платана у Енглеској. У 2017. години Бристолов бруто домаћи производ износио је 88,448 милијарди фунти. Његов БДП по глави становника износио је 46.000 фунти (65.106, 57.794 евра), што је око 65% изнад националног просека, трећи највиши у сваком енглеском граду (после Лондона и Нотингема) и шести највиши град у Великој Британији (иза Лондона, Единбурга, Глазгова, Белфаста и Нотингема). Према попису становништва из 2011. године, стопа незапослености у Бристолу била је три процента, у поређењу са два процента у југозападној Енглеској и националним просеком од четири процента.
Иако се економија Бристола више не ослања на своју луку, која је пресељена у пристаништа у Ејвон ушћу током седамдесетих година 19. века како се величина бродова повећавала, постали су највећи увозници аутомобила у Великој Британији. До 1991. године лука је била у јавном власништву; закупљено је, уз уложено 330 милиона фунти, а годишња тонажа се повећава са 3,9 милиона тона на 11,8 милиона тона. Увоз дувана и производња цигарета престао је, али увоз вина и жестоких алкохолних пића се наставља. Сектор финансијских услуга запошљава 59.000 у граду, а 50 компанија за пројектовање микроелектронике  запошљава око 5.000. људи. Hewlett-Packard  отворио је своју националну истраживачку лабораторију у Бристолу. У 2014. години град је на сајту TripAdvisor био на седмом месту „10 најбољих УК одредишта“.
Током 20. века производне активности компанија Бристола прошириле су се на производњу авиона компаније Филтон компаније Бристол Еирплејн и производњу авионских мотора компаније Бристол Аеро (касније Ролс-Ројс). Авион Бристол компаније био је познат јер су га користили  борци из Првог светског рата, а авион Бленим познат је из Другог светског рата. Током педесетих година 20. века ове компаније биле су велики енглески произвођачи цивилних летелица, познатих под називом Фрегтер. Компанија се диверзификовала у производњу аутомобила током четрдесетих година 20. века, производећи ручно израђене луксузне аутомобиле Бристол  у својој фабрици у Филтону, а компанија Бристол карс покренута је 1960. године. Град је такође дао своје име аутобусима Бристол, који су се у граду производили од 1908. до 1983. године, био је познат и по Бристол трамвајима до 1955, а од 1955. до 1983. по Комерцијалним возилима Бристол.
Филтон је одиграо кључну улогу у пројекту англо-француског надзвучног авиона Конкорд током 1960-их година Британски прототип Конкорд извео је први лет из Филтона у РАФ 9. априла 1969. године, пет недеља након француског тестног лета. Дана 26. новембра 2003. Конкорд 216 обавио је последњи лет. Ваздухопловна индустрија Бристола остала је главни сектор локалне економије. У граду се налази велики број ваздухопловних компанија, а а ваздухопловно инжењерство је подручје истраживања на Универзитету Западне Енглеске. Године 2005. Влада Британије именовала је Бристол научним градом. Трговачки центар вредан 500 милиона фунти, Кабот сиркус, отворен је 2008. године усред предвиђања програмера и политичара да ће град постати једно од првих десет малопродајних дестинација Енглеске.  Подузетничка зона у храму Бристол, усредсређена на креативну, високотехнолошку и ниско-угљеничну индустрију око железничке станице Бристол Темпл, најављена је за 2011, а покренута је наредне године. Са високо квалификованом радном снагом са својих универзитета, Бристол тврди да има највећи низ дизајнера и произвођача рачунарских чипова. Шира регија има једно од највећих ваздухопловних чворишта у Великој Британији.

## Култура

### Дијалект
Енглески дијалект (западни енглески), познат као бристолијски, говоре дугогодишњи становници, који су познати као Бристолијци. Рођени Бристолци имају ритмички акценат који се изговара пост-вокално. Јединствена карактеристика овог акцента је „Бристол (или терминал) л“, у коме су додате речи које се завршавају са а или о. Бристолијци изговарају -а и -о на крају речи као -ав. Неродним, изговор сугерира л након самогласника.

### Уметност
Бристол има напредну тренутну и историјску уметничку сцену. Неке од савремених локација и модерних компанија за дигиталну производњу спојиле су се са наслеђеним производним предузећима са седиштем у старим зградама широм града. Град је 2008. године био финалиста за Европску престоницу културе 2008. године, иако је титулу додељен Ливерпулу. УНЕСКО је Бристол 2017. године именовао Градом филма, а од тада је члан Мреже креативних градова. Бристол Олд вис основан је 1946. године, а седиште му је у Ројал театру са 607 места. Ројал театар најстарије јe позориште у Енглеској и Великој Британији. Школа Бристол олд Вис театра је одвојена компанија. У граду се налази велики број позоришта и уметничких хала. Град има много простора за живу музику, а највећи је Колстон Хол од 2000 места. Друга места укључују Флиц, Форт, Фидлерс, Викторија румс, Академију Бристол, Тринити центар и неколико пабова у којима се пушта од џез до рок музике. Од касних седамдесетих година 20. века Бристол је дом бендова који су комбиновали панк, фанк, даб и трип хоп. Бристол је дом многих музичара као што су Трики, групе Portishead, Massive Attack, Џастин Ли Колинс, Ли Еванс и многе друге. Бристолова музичка сцена добила је међународно пажњу у медијима током деведесетих година 20. века.

Градски музеј и уметничка галерија Бристол чувају колекцију која садржи предмете природне историје, археолошке предмете, локално стаклено посуђе и кинеску керамику. Музеј М. Шед отворен је 2011. године на месту некадашњег индустријског музеја у Бристолу. У граду су рођени сликари портрета из 18. и 19. века, Томлас Лауренс, архитекта, Франсис Гринвеј пројектант и многи други. Медијски центар Ватершед и галерија Арнолфини излажу савремену уметност, фотографије и служе као биоскоп, а најстарија градска галерија налази се на Краљевској академији Западне Енглеске у Клифтону. Бристол је родно место песника из 18. века Роберта Соаутхеја и Томаса Катертона. У Бристолу су такође рођени многи глумци и комичари.

### Архитектура
Бристол има 51 зграду I реда, 500 зграда II реда и преко 3800 града које су наведене у реду III* у разним архитектонским стиловима, од средњовековних до модерних. Средином 19. века развијен је бристол византијски, јединствени стил града, а неколико примерака објеката у том стилу и данас постоји у граду. У граду се могу видети зграде из већине архитектонских периода Уједињеног Краљевства.
Елементи који су опстали на утврђењима и дворцима датирају из средњовековног периода, а црква Светог Јакова датира из 12. века. Најстарије зграде у граду су верски објекти. Црква светог Јакова основана је 1129. године. Друга најстарија је катедрала у Бристолу и придружена Велика капија. Основана 1140. године, црква је постала седиште владичанства и катедрале нове Бристолске епархије 1542. године. Већина средњовековног каменог дела, посебно капела Старе даме, начињена је од кречњака узетих из каменолома око Дундрија и Фелтона. Међу осталим црквама које су на списку, налази се и Света Марија Редклиф из 12. века која је највиша грађевина у Бристолу. Краљица Елизабета I цркву је цркву описала као „најправеднију, најлепшу и најпознатију жупну цркву у Енглеској”.
Секуларне зграде укључују Црвену ложу, саграђену 1580. године, а рестаурирана је почетком 20. века. Болница Светог Бартоломеја је градска кућа из 12. века која је уклопљена у манастирску болницу коју је 1240. основао Сир Џон ла Вар, други барон Де Ла Варр (око 1277–1347), а била је гимназија Бристол од 1532. до 1767. године, а и затим болница краљице Елизабете 1767–1847. Округли стубови су претходили болници и пример су домаће архитектуре у граду. ри градске куће из 17. века, које су биле прикључене болници, уграђене су у моделе станова радника 1865. године, а преуређене у канцеларије 1978. године. Кућа Светог Николе првобитно је саграђена како би се збринула сиромашна деца.  У овом периоду је такође саграђено неколико јавних кућа. Кућу Кингс Вестон из 18. века, у северном Бристолу, пројектовао је Џон Ванбруг и једина је Ванбругова зграда у било којем граду у Великој Британији ван Лондона. У граду такође постоји велики број пабова који су саграђени у различитим стиловима. Током Другог светског рата центар Бристола је често бомбардован, а велики број старих зграда је уништено или доста оштећено, па су се након рата рушиле. Централно трговачко подручје у близини Винске улице и Улице дворца било је посебно тешко погођено, а холандска кућа и болница Светог Петра су уништене. Ипак и поред рушења многих старих зграда и кућа, 1961. године Џон Бетман назвао је Бристол „најлепшим, најзанимљивијим и најугледнијим градом у Енглеској”.

## Спорт
Бристол представљају професионалне екипе у свим главним националним спортовима. Бристол Сити и Бристол Роверс су главни фудбалски клубови града. У граду се налазе и Бристол медведи (рагби савез) и крикет клуб округа Глостершир.
Два клуба Фудбалске лиге су Бристол сити и Бристол Роверс, који је бивши и једини клуб из града који је играо у претходнику Премијер лиге. Нелигашки клубови укључују Бристол Манор Фарм, Хенгров Атлетик, Брислингтон, Роман Глас, Сент Џорџ и Бристол Телефон. Бристол Сити, основан 1897. године, били су другопласирани У 1. дивизијИ, а изгубили су у финалу ФА купа 1909. године. У првој дивизији 1976. године потонули су на најнижи професионални ниво пре реформе након банкрота 1982. године. Бристол Сити је унапређен у други ниво енглеског фудбала 2007. године, изгубивши од Хул Ситија у плеј-офу. Жене из града Бристола имају фудбалске клубове Саунт Глочестершир и Строунд Колеџ.
Бристол Роверс, најстарији професионални фудбалски клуб у граду, формиран је 1883. године и унапређен је у фудбалску лигу 2015. године. Били су прваци трећег нивоа (Дивизија три Југ 1952–53. и Трећа дивизија 1989–90), Победници Ветниј Купа (1972) и другопласирани за Џонсонов трофеј (2006–07) иако никада нису играли у Енглеској главној дивизији. Клуб има дозволу за планирање новог свеобухватног стадиона капацитета 21.700 на универзитету Френчај  западне Енглеске. Изградња је требала почети средином 2014. године, али у марту 2015. године продаја локације Меморијалног стадиона (потребна за финансирање новог стадиона) била је у оптицају. Бристол Манор Фарм највиши је рангирани нелигашки клуб унутар градских граница. Формиран је 1960. године, клуб тренутно игра у јужној лиги Дивисион 1 југ, завршивши сезону 2016-17 Вестерн лиге као шампиони. Стигли су до четвртфинала ФА купа 2015-16.
Град је такође домаћин Бристол медведа, клуба који је основан 1888. године као фудбалски клуб Бристол, спајањем Карлтон клуба са супарничким Редленд Парком. Вестбури Парк је одбио спајање и одустао, при чему су се многи његови играчи придружили тадашњем Бристол рагби клубу. Бристол рагби се често такмичио на највишем нивоу спорта од свог оснивања 1888. године. Клуб је играо на Меморијалном терену, који је делио са Бристолом Роверсом из 1996. Иако је Бристол Рагби био власник стадиона када је фудбалски клуб стигао, пад богатства рагби клуба довео је до преноса власништва на Бристол Роверс. У 2014. години Бристол Рагби преселио се у њихов нови дом, стадион Ејшон гејт (дом ривалског ривала Бристол Роверса, Бристол Сити), за сезону 2014–15. Прволигашки клуб из Глостершира има своје седиште и већину својих домаћих игара игра на терену округа Бристол, једином великом међународном спортском терену ток типа на југозападу Енглеске. Ово је уједно најуспешнији клуб из града. Кошаркашки тим Бристол Флирс такмичио се у Британској кошаркашкој лиги, премијерној професионалној кошаркашкој лиги у Великој Британији од 2014. године. Године 2009. хокеј на леду се вратио у Бристол после одсуства од 17 година, а Бристол Питбулс је играо на Бристол ајс клизалишту; након затварања, место је делио са клубом Оксфорд Сити Старсом. Бристол спонзорише годишњи полумаратон и био је домаћин Светског првенства у полумаратону 2001. године. У граду постоји неколико бициклистичких првенстава и клубова.  Објекти у граду коришћени су као кампови за тренинг пред Летње олимпијске игре 2012., које су одржане у Лондону. Бристол балон фестивал одржава се сваког лета у граду.

## Религија
Према попису становништва у Великој Британији 2011. године, 46,8% бристолове популације идентификовано је као хришћанско, а 37,4% рекло да није религиозно; енглески просеци су били 59,4%, односно 24,7%. Као припадници ислама изјаснило се 5,1% становништва, будизам 0,6%, хиндуизам 0,6%, сикизам 0,5%, јудаизам 0,2%, док остале религије практикује 0,7% становништва; 8,1% се није идентификовало са религијом.
Бристол има неколико хришћанских цркава; најистакнутији су англиканска катедрала у Бристолу и црква Свете Марије Редклиф и римокатоличка катедрала Клифтон. Неконформистичке капеле укључују Баптамову баптистичку капелу и Нову цркву Џона Визлија у Броадмеаду.
Након што је 24. новембра 1940. године бомбардована Презбитеријанска црква Светог Јакова, она се више никада није користила као црква; иако је остао звоник, њен је брод претворен у канцеларије. Град има једанаест џамија, неколико будистичких центра за медитацију, хиндуистички храм, реформске и православне цркве и синагоге, као и четири сикска храмова.

## Ноћни живот
Бристол је у многим окрузима добио „пурпурни статус” што показује да испуњава или надмашује стандарде изврсности у управљању економијом за ноћни живот. Листа најбољих 100 клубова Диџеј Маг сврстала је Мотион као 19. најбољи клуб на свету у 2016. години, што је за пет места више него 2015. године. Мотион је домаћин неких од најбољих светских ДЈ-ева и водећих продуцената. Мотион је комплекс који чине различите собе, спољни простор и тераса која гледа на реку Ејвон.
У току 2011. године Мотион је трансформисан из скејт парка, у место у којем се данас одржавао рејв журке. Сваке јесени у овом клубу се одржавају недеље музике и плеса. Један од популарних клубова у граду је и Медс, где се пушта музика свих жанрова. У граду постоје места где се може слушати техно, рок или хип хош музика. Остали угледни клубови у граду укључују Лакоту и Текла.
Атик Бар такође је популаран клуб у Бристолу. Опремљен је звучним системом и бином који се користи сваког викенда за свирке сваког жанра. Британски лист The Guardian ставио је овај клуб на прво место, међу десет најбољих клубова у Великој Британији. Године 2014. Британске паб награде додељене су клубовима у Бристолу. Бристол је такође дом ланца торти Пеминстер.

## Медији
Бристол је дом регионалног седишта Би-би-си вест и Би-Би-си јединице за историју, која производи телевизијске, радио и онлајн садржаје са темом из природне историје или дивљине. Они укључују документарне филмове о природи, укључујући Плаву планету и планету Земљу. Град има дугу повезаност са ауторским документарцима Дејвида Атенбора, укључујући Живот на Земљи. Бристол има две дневне новине, Вестерн Дејли Прес и Бристол Пост, које су у власништву компаније Рич плц; и издање бесплатних новина Метро (у власништву ДМГТ-а) из Бристола.
Ардман Анимејшн е оскаровски анимацијски студио основан и још увек са седиштем у Бристолу. Створили су познате ликове као што су Валас и Громит и Морх. Филмови рађени у овој студију су Пилићи у бекству (2000), Пећинци (2018), кратке филмове Creature Comforts и Адам, као и ТВ серије попут Shaun the Sheep и Angry Kid. Град има неколико радио станица, укључујући ББЦ Радио Бристол. Бристолове телевизијске продукције укључују Поинт Вест за ББЦ Вест, продукције Ендемола попут Deal or No Deal, The Crystal Maze и ITV News West Country.
Град је такође био филмска локација многих холивудских филмова. Издавачи у граду укључују Џозефа Котла из 18. века, који су помогли увести романтизам објављујући радове Вилијама Вордсворта и Самуела Тејлора. Током 19. века Ј. В Аромит је објавио комедије Три мушкарца у Чамцу и Дневник никог.  Бристол је такође дом Јутјуб програмера видео програмирања чији су оснивачи Симон Лејн и Брендли Левис, који су своје пословање преселили у Бристол 2012. године.

## Образовање
Бристол има две главне високошколске установе: Универзитет у Бристолу и Универзитет Западне Енглеске, отворен као Бристол Политехника 1969, који је постао универзитет 1992. године. Правни универзитет такође има кампус у граду. Бристол такође има две установе за даље образовање и два теолошка колеџа: Тринити колеџ и Бристол Баптистички колеџ. Град има 129 основних школа, 17 средњих школа и три центра за учење.  Након дела северног Лондона, Бристол има друго место у Енглеској по броју независних школских места. Сматра се да је школа Џон Винтон најстарија школа у Енглеској, а основана је 1634. године.
Године 2005. канцелар шведског врха Гордон Браун именовао је Бристол једним од шест енглеских „научних градова”.
Истраживања се спроводе на два универзитета, Краљевском у Бристолу и болници Саутмед, а научна достигнућа се практикују у Бристолском зооврту, на Бристолском Фестивалу природе и креативном центру. У граду су се родили и радили многи научници, укључујући хемичара из 19. века Хамфрија Дејвија. Физичар Пол Дирак живео је у граду и добитник је Нобелове награде за физику 1933. године. Сесил Франк био је професор физике на Универзитету у Бристолу, када је добио Нобелову награду 1950. године. Неуропсихолог Ричард Грегори основано је практични научни центар у Бристолу.

## Саобраћај
Бристол има две главне железничке станице. Бристол Темплл (у близини центра града) има велике западне железничке услуге које укључују возове велике брзине за Лондон и локалне, регионалне и кроскатри возове. Парк Бристол Парквеј северно од центра града, пружа велике брзине за Свонси, Централни кардиф и Лондон, као и кроскантри услуге до Бирмингема и североистока земље. Ограничена услуга за Лондон. Постоје аутобуске везе према већини великих градова у Великој Британији.
Главна приградска железница Бристола је линија Северн Бич до Авонмоута и Северн бича. Превоз робе до Краљевског пристаништа Портбури обновљен је од 2000. до 2002. године грантом за железнички саобраћај Стратешке железничке управе. МетроВест-ова шема, предлаже повећање градског железничког капацитета, укључујући обнављање још 5 миља пруге на прузи, што би требало да буде отворено 2023. године. Даља приградска железничка линија од Бристолол темпла до Хенбурија на постојећој теретној линији требала би бити отворена 2021. године.
Аутопут М4 повезује град од Лондона до Западног Велса, а М5 север-југозапад од Бирмингема до Екетера. Аутопут М49 пречац је између М5 на југу и М4 северног прелаза на западу, а М32 је подстицај од М4 до центра града.  Портвеј повезује М5 са центром града, а био је најскупљи пут у Великој Британији када је отворен 1926. године.
Од 2019. године, Бристол ради на плановима за Зону чистог ваздуха ради смањења загађења, што би могло укључивати наплату возила са највише загађења да уђу у центар града. Градско веће подржава неколико планова изградње путева, укључујући преусмеравање и побољшање обилазнице Јужног Бристола.
Употреба приватних аутомобила је велика у граду, што доводи до застоја у саобраћају који коштају око 350 милиона фунти годишње. Бристол омогућава мотоциклима да користе већину градских трака за градски аутобус и пружа безбедан, бесплатан паркинг за њих. Јавни превоз у граду састоји се пре свега од аутобуске мреже Прве западне Енглеске. Бристол-ов аутобуски превоз критикован је као непоуздан и скуп, а 2005. године Фрстгруп је кажњен због кашњења и кршења безбедности. Иако је градско веће укључило лагани железнички систем у свој локални план превоза од 2000. године, још увек није финансирало пројекат; Бристолу су понуђена средства Европске уније за систем, али Одељење за саобраћај није обезбедило потребна додатна средства. Од 2019. године предлаже се четири лине за масовни транзит са потенцијалним подземним одсецима који ће повезивати центар града Бристол са аеродромом Бристол преко Јужног Бристола, Северне границе и Источног Бристол
Нови систем за брзи транзит аутобуса назван МетроБус, тренутно је у изградњи широм Бристола, од 2018. године, ради пружања брже и поузданије услуге од аутобуса, побољшања саобраћајне инфраструктуре и смањења застоја. МетроБусова шема за брзи транзит имаће промет на обе аутобусне траке и одвојено вођене аутобуске стазе на три руте. МетроБус услуге започеле су 2018. године. Центар града има водени превоз којим управљају трајекти.
Бристол је проглашен за први енглески бициклистички град у 2008. години и једним од дванаест места Енглеске „Бициклистичке демонстрације“.  У њему је Сустранс, добротворна добротворна организација транспорта. Бициклистичка стаза Бристол и Бат су повезане. Сустранс био је први део Националне мреже бициклиста. Град такође има градске бициклистичке стазе и везе са националним бициклистичким рутама до остатка земље. Бициклистичка путовања порасла су за 21% од 2001. до 2005. године. Возна стаза, терминал и остали објекти на аеродрому Бристол надограђивани су од 2001. године. У 2018. је рангиран на девети најпрометнији аеродром у Великој Британији, који је превозио готово 8,7 милиона путника, што је повећање за више од 5% у односу на 2017. годину.

## Партнерски градови
Бристол је био један од првих градова који су усвојили братимљење градова након Другог светског рата.
Побратимљени градови са Бристолом су: 
- Бордо, Француска[330][331] (од 1947)
- Хановер, Немачка[332] (од 1947; једно од првих послератних братимљења британских и немачких градова)
- Порто, Португал (од 1984)[333]
- Тбилиси, Грузија (од 1988)[334]
- Пуерто Моразан, Никарагва (од 1989)[335]
- Бејра, Мозамбик (од 1990)[336]
- Гуангџоу, Кина (од 2001)[337][338]